# Cratere Engelier
Engelier è un cratere sulla superficie di Giapeto.